# Пайн-Лейк (тауншип, округ Касс, Миннесота)
Пайн-Лейк (англ. Pine Lake) — тауншип в округе Касс, Миннесота, США. На 2000 год его население составило 170 человек.

## География
По данным Бюро переписи населения США площадь тауншипа составляет 89,1 км², из которых 73,7 км² занимает суша, а 15,4 км² — вода (17,33 %).

## Демография
По данным переписи населения 2000 года здесь находились 170 человек, 81 домохозяйство и 52 семьи. Плотность населения —  2,3 чел./км². На территории тауншипа расположено 262 постройки со средней плотностью 3,6 построек на один квадратный километр. Расовый состав населения: 88,24 % белых, 4,71 % коренных американцев, 1,18 % азиатов и 5,88 % приходится на две или более других рас. Испанцы или латиноамериканцы любой расы составляли 1,18 % от популяции тауншипа.
Из 81 домохозяйства в 17,3 % воспитывались дети до 18 лет, в 59,3 % проживали супружеские пары, в 4,9 % проживали незамужние женщины и в 34,6 % домохозяйств проживали несемейные люди. 28,4 % домохозяйств состояли из одного человека, при том 8,6 % из — одиноких пожилых людей старше 65 лет. Средний размер домохозяйства — 2,10, а семьи — 2,57 человека.
14,1 % населения — младше 18 лет, 2,9 % — в возрасте от 18 до 24 лет, 18,8 % — от 25 до 44, 40,0 % — от 45 до 64, и 24,1 % — старше 65 лет. Средний возраст — 52 года. На каждые 100 женщин приходилось 109,9 мужчин. На каждые 100 женщин старше 18 приходилось 114,7 мужчин.
Средний годовой доход домохозяйства составлял 41 250 долларов, а средний годовой доход семьи —  51 667 долларов. Средний доход мужчин —  30 156  долларов, в то время как у женщин — 28 875. Доход на душу населения составил 22 201 доллар. За чертой бедности находились 4,3 % семей и 15,0 % всего населения тауншипа, из которых 39,4 % младше 18 и 22,6 % старше 65 лет.